# Karang Anyar (Kraton)
Karang Anyar is een bestuurslaag in het regentschap Pasuruan van de provincie Oost-Java, Indonesië. Karang Anyar telt 3013 inwoners (volkstelling 2010).